# Maud Joynt
Maud Joynt (7 mars 1868 - 24 juillet 1940) est une linguiste et savante celtique  irlandaise.

## Biographie
Maud Joynt est né le 7 mars 1868 à Woodberry Maison dans le comté de Roscommon. Elle est la fille de Christopher Joynt, chirurgien de brigade dans l'armée de Bombay, et Lily Anna Joynt (née Holton). Elle est la deuxième fille de la famille parmi six fils et quatre filles. Elle a passé une partie de son enfance en Inde, certaines sources indiquant même qu'elle y est née. À l'âge de cinq ans, Joynt avait appris une petite quantité de grec par son père. Elle fréquente une école privée à Bray, dans le comté de Wicklow, en 1881 puis l'Alexandra College à partir de 1882. Elle obtient la première place dans les deux grades de l'intermédiaire examens de 1883-1884. En 1886, Joynt entre à la Royal University of Ireland, dont elle est diplômée avec mention en littérature moderne, avec un baccalauréat ès Arts en 1889, suivie par un Master of Arts en 1890.

## Carrière
Après une période d'enseignement au Jersey Ladies' College de Saint-Hélier, Joynt est l'une des deux governesses qui ont aidé la première principale de la résidence pour les filles MacArthur Hall du Methodist College Belfast, Elizabeth C. Shillington, en 1891. Elle a également enseigné l'allemand tout en y travaillant. Elle quitte ce poste en 1894 pour poursuivre ses études à Paris, Florence, et de Heidelberg. À son retour, elle obtient un poste d'enseignement de l'allemand et la littérature anglaise au Alexandra Collège en décembre 1895. Pendant ce temps, elle a également donné des cours aux étudiantes de la Royal University of Ireland dans le Loreto Hall et Collège Dominicain. Pendant son temps à l'Alexandra College, Joynt a été une membre active d'un certain nombre de sociétés, dont la Société littéraire et l'Union des étudiants. Elle a quitté l'Alexandra College, en 1906, quand elle a été nommée examinatrice assistante en anglais pour le conseil de l'enseignement intermédiaire.
Lors de sa présence à la School of Irish Learning en 1906 et 1907, Joynt développe un intérêt pour la renaissance de la langue irlandaise. Elle y étudie l'ancien et le moyen irlandais, la paléographie et le gallois. De 1907 à 1908, elle s'inscrit dans un cours d'Études Celtique donné par Kuno Meyer à l'Université de Liverpool. En janvier 1909, Joynt est nommée aux côtés de Mary E. Byrne en tant qu'assistantes de travail sur le Dictionnaire de l'Irlandais Ancien de l'Académie royale d'Irlande. En 1932, le deuxième fascicule (lettre E) est organisé par Joynt et Eleanor Knott. Elle a continué à organiser les fascicules M (1939), N O P (1941), et R (1944), et de collaborer avec d'autres sur S (1953).
En 1911, elle indique « disenfrachised » comme handicap, et bien que son frère soit pasteur méthodiste, le recensement indique « sans église » comme sa religion. L'agent recenseur a essayé de « corriger » certains de ses détails, même si elle a indiqué qu'elle pouvait parler anglais, et avec modestie « un peu d'irlandais », alors qu'elle a travaillé sur le Dictionnaire irlandais.
Elle a édité deux volumes dans le Mediaeval and Modern Irish Series : Tromdámh Gùaire (1932) et Feis Tighe Chonáin (1936). Elle a également contribué aux revues suivantes : Alexandra College Magazine, Celtica, Revue Celtique, Ériu, et New Ireland Review. Elle a été l'un des contributeurs du Miscellany de Kuno Meyer édité en 1912 par Osborn Bergin et Carl Marstrander.
Joynt a été impliquée dans l'Irish Women’s Franchise League et l'Irish Women’s Progressive Union. À partir de 1902, Joynt a été une membre active du comité de la Women Graduates and Candidate Graduates Association, un groupe de plaidoyer pour les droits des femmes dans l'enseignement supérieur. Elle a servi comme secrétaire honoraire de 1907 à 1913. Elle démissionne en 1913 en raison de sa propre charge de travail, et le groupe est dissous la même année. Joynt a été acceptée dans le Gorsedd d'Eisteddfod, pour sa contribution à la bourse d'études celtiques. Elle a obtenu le titre de docteur en littérature à l'Université nationale d'Irlande en 1937 pour ses recherches académiques et son travail de défense des femmes dans l'enseignement universitaire. Joynt était partisane de la renaissance de la littéraire irlandaise et une participante assidue, dès le début, à l'Abbey Theater et aux conférences de l'Irish Literary Society.

## Fin de vie et postérité
Au cours de sa vie, Joynt était devenu végétarienne, bouddhiste et féministe. Joynt est devenue sourde avec l'âge, mais elle a continué à étudier jusqu'à sa mort. Elle a vécu la plus grande partie de sa vie d'adulte à Ranelagh et Rathmines. Sa dernière adresse était le 69 St Stephen's Green. Joynt est morte le 24 juillet 1940, dans une maison de santé à Portobello. Elle est enterrée au Mount Jerome Cemetery.

## Œuvres
- Golden legends of the Gael (1924)
- The life of St Gall (1927)
- Christianity in Celtic lands: a history of the churches of the Celts, their origin, their development, influence and mutual relations (1932) - traduction de Chrétientés celtiques par Dom Louis Gougaud